# 산청 남사리 최씨고가
산청 남사리 최씨고가(山淸 南沙里 崔氏古家)는 대한민국 경상남도 산청군 단성면 남사리에 있는, 남사마을 중앙에 자리잡은 가장 큰 집이다. 1985년 1월 23일 경상남도의 문화재자료 제117호로 지정되었다.

## 개요
남사마을 중앙에 자리잡은 가장 큰 집으로 안채와 외양간채, 사랑채가 안채를 중심으로 ㅁ자형 평면을 갖추고 있으며 1930년대 지은 집이다.
안채는 앞면 6칸·옆면 3칸 규모로 지붕은 옆면에서 볼 때 여덟 팔(八)자 모양을 한 팔작지붕으로 꾸몄다. 뒤쪽 툇마루의 폭이 커서 각 방 뒤편으로 물품을 보관하기 위한 벽장을 두었다. 부엌과 건넌방 뒤에는 따로 방을 만들었다.
동향한 아래채는 앞면 4칸·옆면 2칸으로 지붕은 앞에서 볼 때 사다리꼴을 한 우진각지붕으로 꾸몄다. 남쪽에 개방된 대청이 있고 이어 온돌방을 두었다.
광채는 앞면 4칸·옆면 2칸 규모이며 서쪽을 향하여 서 있다.
사랑채는 앞면 5칸·옆면 2칸 반 규모인데 앞뒤로 툇마루를 설치하였다. 사랑채 좌우에 안마당으로 통하는 중문을 2곳에 만들었는데 동쪽 중문을 통과하면 안채가 한 눈에 보이고, 서쪽 중문은 외양간채와 안채가 직접 눈에 띄지 않도록 안으로 담을 둘러 놓았다.
남녀 사용공간을 나누어 공간의 독립성을 부여한 뛰어난 배치로 사대부가의 유교적 전통을 엿볼 수 있는 집이다.

## 참고 자료
- 산청 남사리 최씨고가 - 국가유산청 국가유산포털